# Casa del Escribano
La casa del escribano don Juan de Vargas Matajudios es una mansión de estilo mudéjar con Patio andaluz ubicada en el Centro Histórico de Tunja, en Boyacá, Colombia y es utilizada como sede del Museo Colonial de la ciudad desde 1984. Juan de Vargas llegó a América acompañado de don Diego de Vargas Matajudios, su padre, en 1564; y desde 1585 hasta su muerte en 1620, se desempeñó como escribano de la ciudad; y por orden suya comenzó la construcción en 1585.
Entre sus principales atractivos se encuentra la sala principal, cuyo techo fue pintado alrededor de 1590, compuesto principalmente por las figuras manieristas de Júpiter, Diana y Minerva, figuras de animales, la Virgen y Jesús.
Ha sido restaurada en 1952, 1980 y 1987.